# Старокулаткинский заказник
Старокулаткинский заказник — государственный природный заказник федерального значения в Ульяновской области.

## История
Старокулаткинский заказник был создан 29 января 1985 года с целью охраны и воспроизводства охотничьих животных, редких и исчезающих видов животных, а также сохранения их среды обитания.

## Расположение
Заказник располагается на Приволжской возвышенности на территории Павловского и Старокулаткинского районов Ульяновской области.

## Флора и фауна
На территории заказника произрастает более 220 видов растений. Среди них 41 вид включён в красную книгу, такие как тимьян клоповый, зопник колючий, касатик низкий, лютик стоповидный, валериана клубненосная, копеечник крупноцветковый, скабиоза исетская, шаровница крапчатая. В заказнике обитает 61 вид млекопитающих и 140 видов птиц. Распространены сурок-байбак, слепыш, большой тушканчик, пеганка, огарь, дрофа, стрепет и др.